# Hyalyris trimaculata
Hyalyris trimaculata är en fjärilsart som beskrevs av Gustav Weymer 1890. Hyalyris trimaculata ingår i släktet Hyalyris och familjen praktfjärilar. Inga underarter finns listade i Catalogue of Life.